# Juan Carlos Rodríguez Moreno
Juan Carlos Rodríguez Moreno, conocido como "Juan Carlos", es  un exfutbolista español de los años 80' y 90'. Nació el 19 de enero de 1965 en Puente Castro (León). Destacó como Lateral izquierdo, y jugó 14 temporadas como profesional en cuatro equipos de primera división de la Liga española de fútbol: el Real Valladolid, Atlético de Madrid, F. C. Barcelona y Valencia CF. Fue en el F. C. Barcelona, en el que militó tres temporadas, donde consiguió sus mayores éxitos profesionales: tres campeonatos de Liga y la Copa de Europa de 1992, cuya final jugó íntegramente como titular.
Fue una vez internacional con la Selección nacional de fútbol de España: el 17 de abril de 1991, cuando España perdió en Cáceres, por 0-2, ante la Selección nacional de fútbol de Rumanía, y jugó un partido con la Selección de Castilla y León en 1998.
En 2002 fue seleccionador de la selección autonómica de Castilla y León, con el resultado de Aragón 3 - Castilla y León 0.
En 2008 vuelve al Real Valladolid haciendo de persona enlace entre jugadores y directiva.
En el verano de 2012 se anuncia que pasa a formar parte de la secretaría técnica del Real Valladolid, habiendo estado entrenando al Juvenil B blanquivioleta la pasada temporada.

## Clubs
| Club                      | País          | Año           | PJ  | G |
| ------------------------- | ------------- | ------------- | --- | - |
| Real Valladolid Promesas  | España        | 1982-1984     |     |   |
| Real Valladolid Deportivo | España        | 1984-1987     | 92  | 2 |
| Atlético de Madrid        | España        | 1987-1991     | 92  | 0 |
| F. C. Barcelona           | España        | 1991-1994     | 74  | 0 |
| Valencia C. F.            | España        | 1994-1995     | 16  | 0 |
| Real Valladolid           | España        | 1995-1998     | 90  | 0 |
| Total carrera             | Total carrera | Total carrera | 364 | 2 |

## Palmarés

### Campeonatos nacionales
| Título                     | Club               | País   | Año     |
| -------------------------- | ------------------ | ------ | ------- |
| Supercopa de España        | Atlético de Madrid | España | 1990-91 |
| Supercopa de España        | F. C. Barcelona    | España | 1991    |
| Primera División de España | F. C. Barcelona    | España | 1991-92 |
| Supercopa de España        | F. C. Barcelona    | España | 1992    |
| Primera División de España | F. C. Barcelona    | España | 1992-93 |
| Primera División de España | F. C. Barcelona    | España | 1993-94 |

### Copas internacionales
| Título              | Club            | Sede             | Año     |
| ------------------- | --------------- | ---------------- | ------- |
| Eurocopa Sub-21     | España (sub-21) | Roma Valladolid  | 1986    |
| Copa de Europa      | F. C. Barcelona | Londres          | 1991-92 |
| Supercopa de Europa | F. C. Barcelona | Bremen Barcelona | 1992    |